# Lykaonien
Lykaonien var ett forntida landskap på det turkiska höglandet omkring nuvarande Kara Dag.
Området tillhörde Seleukiderna 190 f.Kr., och skiftade sedan flera gånger ägare, blev romerskt 25 f.Kr. Bland Lykaoniens städer märks Laodikea och Iconium.